# Arnold van Calker
Oltman Jan (Arnold) van Calker (Gasselternijveenschemond, 16 september 1976) is een Nederlandse bobsleeër en voormalige atleet.

## Loopbaan
In zijn jeugd deed Van Calker aan atletiek, waarin hij in 1994 het Nederlands jeugdkampioenschap op de 4 x 100 m estafette behaalde. In 1995 werd hij tweede op de 200 m tijdens de Nederlandse jeugdkampioenschappen in Sittard.
Van Calker begon in 1998 met bobsleeën als remmer voor Arend Glas. Hij was remmer in de Nederlandse viermansbob op de Olympische Winterspelen in 2002, waar Nederland zeventiende werd. Sinds 2003 is hij een teamlid van zijn jongere broer Edwin van Calker die als piloot in een twee- en viermansbob fungeert. Na het missen van de Olympische Winterspelen in 2006 stopte hij. In 2007 keerde hij weer terug in de sport en plaatste zich met de viermansbob voor de Olympische Winterspelen in 2010. Andere successen tot nu toe zijn de 2e plaats tijdens de Wereldbekerwedstrijd in Königssee in 2009 en een vierde plaats op het Europees kampioenschap in 2002.
Arnold van Calker, die de ALO als opleidingsachtergrond heeft, is van beroep leraar lichamelijke opvoeding.

## Persoonlijke atletiekrecords
| Onderdeel            | Prestatie | Datum           | Plaats      |
| -------------------- | --------- | --------------- | ----------- |
| 60 m (indoor)        | 7,03 s    | 2001            | Gent        |
| 100 m                | 10.93 s   | 2001            | Stadskanaal |
| 200 m                | 22,12 s   | 2001            | Leiden      |
| verspringen          | 6,99 m    | 24 juni 1994    | Den Haag    |
| verspringen (indoor) | 6,41 m    | 24 januari 1993 | Zwolle      |